# Nesquik
Nesquik est une marque de poudre chocolatée produite par Nestlé. Commercialisée initialement sous le nom Nestle Quik aux États-Unis dès 1948,, cette préparation pour boisson (en) est lancée en Europe au cours des années 1950. Depuis 1961 la plus grosse usine de production de Nesquik se trouve à Pontarlier en France.

## Histoire
La marque Nestlé Quik est lancée en 1948 aux États-Unis. En 1961, le Nesquik est introduit en France. Pour accompagner le lancement de sa poudre chocolatée, Nestlé distribue cette année-là plus de 1,2 million d’échantillons attachés à des bouteilles de lait.
En 2016, le lobby britannique The Children's Food Campaign obtient le retrait de la mention "Great to start the day" (Idéal pour commencer la journée), estimant que cette publicité pousse les jeunes consommateurs à développer de mauvaises habitudes alimentaires.
En mars 2019, pour répondre aux opérations de nettoyage menées par Break Free From Plastic, organisation internationale qui réunit 1 700 mouvements de la société civile, et qui désigne Nestlé comme l'un des plus gros pollueurs au plastique de la planète, la multinationale suisse, malgré le risque d'être accusée de greenwashing, remplace la célèbre boîte en plastique jaune par un emballage en papier 100 % recyclable afin de réduire son impact environnemental. Nestlé profite de ce changement de look pour revoir la recette de son chocolat et proposer une formule Nesquik "All Natural" avec seulement cinq ingrédients et 20 % de sucre en moins, mais un prix trois fois plus élevé,.
Néanmoins en 2020 la préparation Nesquik est plus souvent proposée en boite de conserve métallique (sur le modèle des boites de café soluble) qu'en boite en carton (sur le modèle Tetra Pak).

## Mascottes

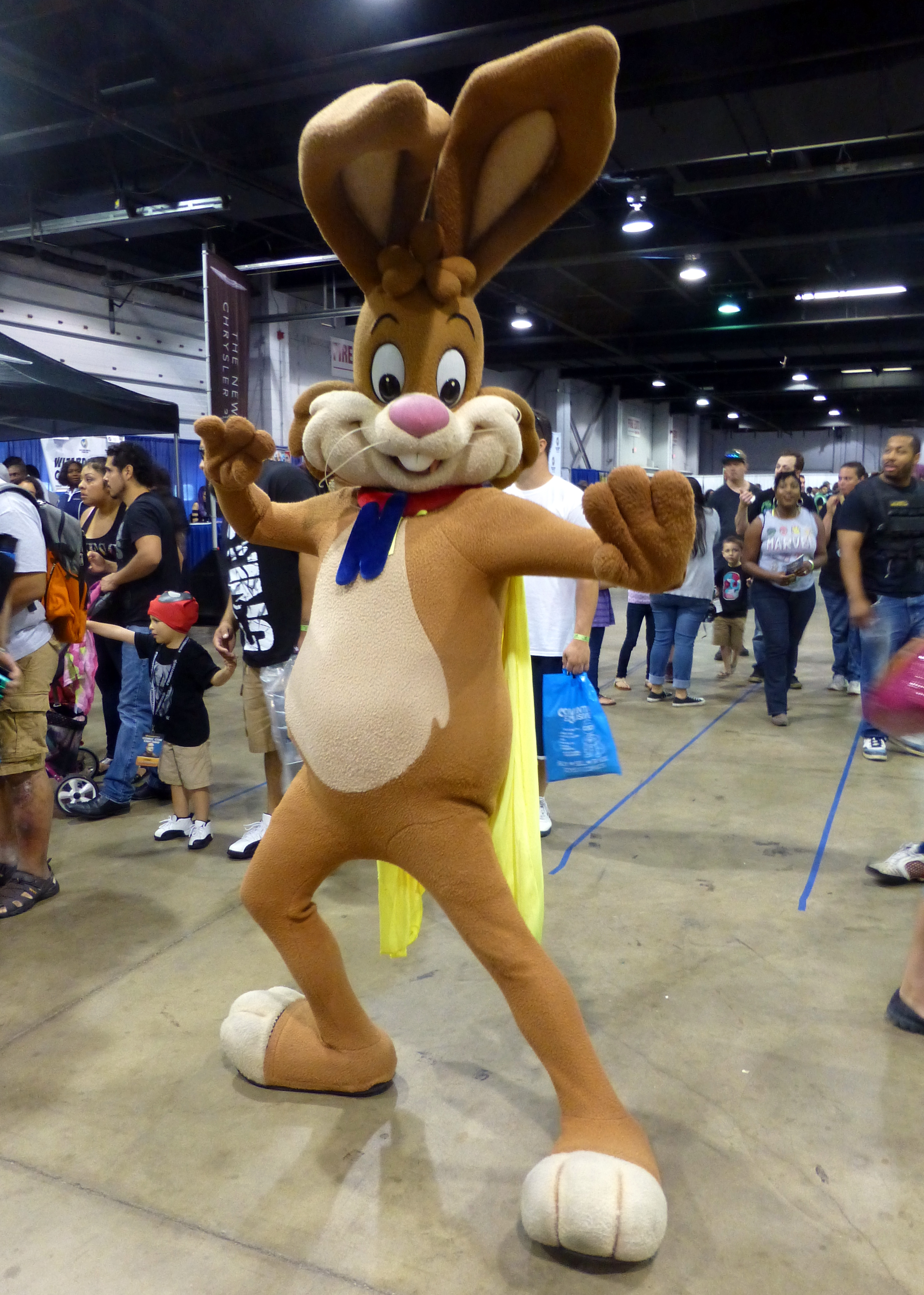
Quicky, la mascotte de Nesquik.

En 1973, la marque choisit « Quick bunny » en tant que première mascotte officielle. 
En 1978, Nesquik avait comme mascotte francophone Groquik, un personnage jaune sympathique et rondouillard. Groquik était aussi la mascotte grecque de Nesquik, appelé Kuikáras (Κουικάρας) en grec. En 1990, pour des raisons commerciales : lutte contre l'obésité et lancement sur le marché des céréales, Nestlé décide de remplacer la mascotte francophone par Quicky qui est la mascotte internationale de la marque depuis 1973. Nesquik met en scène le départ de Groquik dans une publicité télévisée.
À noter que les publicités françaises de la marque reprennent le thème principal de la chanson Rectangle du Parisien Jacno.

## Composition
Liste des ingrédients de la préparation en poudre instantanée pour boisson cacaotée en 2016 :

Sucre (75,6 %), cacao maigre (21,3 %), dextrose, Emulsifiants : lécithine de soja, Minéraux : carbonate de magnésium, phosphate de fer, sulfate de zinc, Vitamines : C, B1 ; sel, cannelle, arômes.
Le magazine 60 Millions de consommateurs a qualifié le Nesquik et d'autres poudres chocolatées de « bombes de sucre ».

## Divers produits
Nesquik a diversifié sa gamme en proposant des céréales Nesquik, des bonbons Nesquik, des boissons Nesquik, des glaces Nesquik et Nesquik gourmand.

## Communications

### Identités visuelles

Logo de Nesquik
Logo de 2002 à 2021.
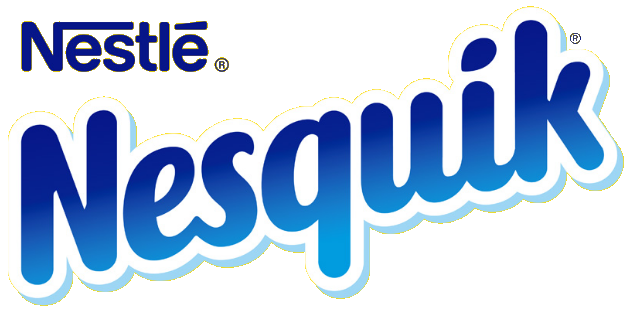
Logo de 2017 à 2023.
Logo depuis 2023.